# Separate Car Act
Le Separate Car Act (loi 111) est une des lois Jim Crow, adoptée par la législature de l'État de Louisiane en 1890, qui exigeait des compartiments dans les wagons de train « égaux mais séparés » pour les Noirs et les Blancs. Une contestation infructueuse de cette loi aboutit à une décision de la Cour suprême des États-Unis en 1896 (Plessy v. Ferguson), qui confirme la constitutionnalité des lois des États exigeant la ségrégation raciale.

## Histoire
La période de reconstruction et sa fin conduisent à une discussion entre les Noirs et les Blancs du Sud sur la façon d'interpréter « l'égalité des droits » et les nouveaux amendements de la reconstruction. J.P. Weaver, un prédicateur noir, avait conseillé aux Noirs d'accepter des places séparés s'ils sont « de première classe ». « Mais s'il n'y a pas une telle place mis à part pour vous, et que vous êtes dérangés par des êtres bas et impudents, vous privant de tout ce qui tend à votre confort.. excusez-vous d'être coloré et allez dans un autre wagon et compartiment ». 
Après la reconstruction et le retrait des troupes fédérales du Sud, le Parti démocrate revient au pouvoir. Il commence un processus de « renégociation des définitions de « l'égalité des droits » dans les débats sur les amendements post-guerre civile ». Les législateurs proposent le projet de loi sur les wagons séparés qui séparait les Noirs des Blancs dans des conditions distinctes mais égales pour les wagons de train. Les violations de la loi sont un délit passible d'une amende maximale de 25 $ ou 20 jours de prison.
Le républicain Henry Demas de la paroisse St John the Baptist conteste le projet de loi comme venant des « rangs des sénateurs démocrates qui répondaient aux besoins des classes inférieures ». Pour lui, le projet de loi n'était pas le produit de citoyens blancs de la classe supérieure, mais de personnes sans « statut social ou moral dans la communauté ».
Malgré une certaine opposition, le Separate Car Act est adopté par le Sénat de l'État de Louisiane à 23 contre 6.

## Accueil
Paul Trevigne, un Afro-Américain louisianais, déclare que la loi n'était pas pratique. Il a estimé que cette « législation sur les classes de force » échouerait à court terme car elle ne prend pas en compte la vie des personnes vivant dans une Louisiane cosmopolite. « [Les] générations futures auraient honte », a-t-il dit, de voir de telles lois dans les livres.
Bien que la plupart des Noirs soient opposés à la loi, elle reçoit un fort soutien des Blancs. Un éditorial du Daily Picayune de La Nouvelle-Orléans parle d'une « demande presque unanime des Blancs de l'État pour la promulgation de la loi » qui « augmenterait le confort du public voyageur ». L'éditorial soutient également qu'il mettrait la Louisiane en conformité avec les autres États du Sud.

## Contestation
En 1891, sous Louis Martinet un groupe de militants de La Nouvelle-Orléans créé le Citizens Committee to Test the Constitutionality of the Separate Car Law, pour tester et contester la constitutionnalité de la loi.
Le premier cas que le comité décide de traiter est celui de Daniel Desdunes, fils du cofondateur du Comité des citoyens Rodolphe Desdunes, en 1892. Le 24 février, Desdunes achète un billet de première classe, monte à bord d'une voiture blanche sur le Louisiana and Nashville Railroad de La Nouvelle-Orléans à Montgomery, en Alabama. La destination d'un autre État a été choisie spécifiquement en raison de la croyance qu'elle violait la clause commerciale. L'affaire Desdune n'a jamais été jugée parce que la Cour suprême de Louisiane a statué le 25 mai dans l'affaire Abbott v. Hicks que le Separate Car Act ne s'appliquait pas aux passagers interétatiques.
Pour leur deuxième tentative, le groupe s'occupe d'Homer Plessy,,, un métis qui n'avait qu'un seul arrière-grand parent afro-américain donc qui était toujours considéré comme un « nègre » en vertu de la loi de la Louisiane. Le 7 juin 1892, Plessy achète un billet de première classe pour l'emmener de La Nouvelle-Orléans à Covington sur le East Louisiana Railroad, cette fois les deux destinations étant à l'intérieur de l'État. Plessy monte à bord de la « voiture blanche » où le conducteur avait été informé à l'avance que Plessy, de peau claire, était légalement noir. Plessy dit au conducteur qu'il est de couleur et ce dernier le fait arrêter et accusé de violation de la loi. L'affaire est portée devant John Howard Ferguson, le même juge qui avait soutenu que la loi ne pouvait pas s'appliquer aux voyages interétatiques dans Abbott v. Hicks. Les avocats de Plessy font valoir sur la base des 13e et 14e amendements que les droits de leur client avaient été violés. Ferguson juge que la Louisiane était libre de réglementer de telles actions et que Plessy était coupable. La Cour suprême de Louisiane confirme cette décision. Enfin, l'affaire se termine devant la Cour suprême des États-Unis avec l'arrêt Plessy v. Ferguson, le jugement étant confirmé, conduisant à la sanction judiciaire de « séparés mais égaux »,. Cette situation a duré des décennies.